# Єлізаров Петро Олексійович
Петро Олексійович Єлізаров (нар. 19 жовтня 1955, Київ) — український кінооператор. Член Національної спілки кінематографістів України.
Народився 19 жовтня 1955 р. в Києві. Закінчив операторський факультет Київського державного інституту театрального мистецтва ім. І. Карпенка-Карого (1981).
Працював режисером та оператором на студії «Укртелефільм», кіностудії ім. О. Довженка, на кіностудіях Польщі.
Викладав у КНУКІМ дисципліни "Рекламний фільм" та "Музичний кліп".

## Фільмографія
Короткометражні кінокартини:
- «Костел у Скаришеві»,
- «Поема про диван» (1981),
- «Вихід» (1989),

Телевізійні фільми:
- «Назва славна — Полтава»,
- «Беру на себе»,
- «З біографії однієї бригади»,
- «Великі проблеми маленького автомобіля»,
- «Вечорниці»,
- «Любов моя і сум Буковина».

Є автором багатьох кліпів та рекламних роликів.